# Soezgoencultuur
De Soezgoencultuur is een archeologische cultuur van de late bronstijd in West-Siberië, wijdverbreid in het Tobol - Irtysj-gebied gedurende de 2e helft van het 2e millennium v.Chr. 

## Beschrijving
De cultuur werd voor het eerst beschreven door Vanda Mosjinskaja, en  vernoemd naar het Soezgoen-traktaat bij Tobolsk. 
Onderzochte sites zijn de nederzettingen Soezgoen II en Tsjoedskaja Gora. De nederzettingen bevonden zich aan de oevers van rivieren en meren. De kleine woningen hadden een frame- en pilaarstructuur. De lijkbezorging bestond uit begraving en soms crematie, maar hier is over het algemeen nog maar weinig onderzoek naar gedaan. Het aardewerk wordt vertegenwoordigd door vaatwerk met platte bodems. De vaten zijn over de volledige oppervlakte gedecoreerd met horizontale inkepingen, visgraten, en zigzagpatronen. Andere vondsten waren pijlpunten en boogvoeringen van been, netgewichten van klei, fragmenten van smeltkroezen en gietvormen. In de nederzetting Tsjoedskaja Gora werd een bronzen idool gevonden. De veeteelt (het fokken van groot en klein vee, paarden en honden) speelde een belangrijke rol in de economie, maar ook jacht en visserij namen een belangrijke plaats in. Ook waren er bronsgieterijen aanwezig. Er kunnen connecties met de Fjodorov-, Irmen- en Barchatovo-culturen worden gevonden.

## Vindplaatsen
- Soezgoen II (voorheen Soezgoenskaja Sopka bij Tobolsk)
- Tsjoedskaja Gora (in de buurt van het dorp Bogotsjanovo, district Znamenski van de oblast Omsk)